# Битва у Баг-и Шамаля
Битва у Баг-и Шамаля — решающее сражение в Бухарском ханстве между Шибанидами Мавераннахра с одной стороны и Аштарханидов, в ходе которой Аштарханиды во главе Баки Мухаммада в 1599 году одержали решительную победу над последнем правителем из династии Шибанидов Мавераннахра — Пирмухаммад-ханом II (1598—1599).
В результате победы над Пирмухаммад-ханом II Аштарханидам удалось полностью поставить под свой контроль столицу государства — Бухару и второй по значимости город Мавераннахра — Самарканд. С 1601 года решающую роль в жизни Мавераннахра и Южного Туркестана стала играть династия Аштарханидов.

## Предыстория
Сефевидский шах Аббас (1588—1629) предоставил помощь Пирмухаммад-хану II для борьбы с Баки Мухаммадом. Он отправил в Бухару 10 тысяч воинов, которые соединились с силами Пирмухаммед-хана II. Всего, по оценкам автора «Тарих-и Кипчак-хани» Ходжа-Кули-бека Балхи, Пирмухаммад-хан II смог собрать армию численностью 40 тысяч человек. Баки Мухаммад попытался договориться с бухарским ханом, но тот отказался заключить мир и выехал в сторону Сар-и Пуль.
Баки Мухаммад попросил подмоги у своих родственников. Первыми к нему приехали его дядя Аббас-султан и Рахманкули-султан. Баки Мухаммад отправил небольшие отряды под командованием Кучук-бия аталыка, Мухаммад-Йар-бия карлука и Лутфи-бия аталыка для охраны дорог и разведки. Йар Мухаммад, Джани Мухаммад и другие члены клана Аштарханидов находились в Самарканде и не покидали город, как сказано у Махмуда ибн Вали — в «целях благоразумия».

## Ход сражения
Армии противников встретились в местности Баг-и Шамал в окрестностях Самарканда в 1599 году. Благодаря численному превосходству Пирмухаммад-хану II и его амирам удалось сильно потеснить Аштарханидов, однако затем Баки Мухаммаду удалось опрокинуть центр армии противника и одержать победу. Пирмухаммад-хан II был ранен и захвачен в плен. Через некоторое время он был казнён по приказу Баки Мухаммада. Аштарханиды преследовали беспорядочно отступавших бухарцев и захватили большую добычу.

## Значение и последствия
Современник описываемых событий, будущий придворный историограф Аштарханидов Махмуд ибн Вали, склонен считать битву у Баг-и Шамаля концом правления Шибанидов в Мавераннахре. Вот его слова: «Поскольку дела Шибанидов в Мавераннахре на этом закончились, управлением занялись Тукай Тимуриды». В результате победы над Пирмухаммад-ханом II Аштарханидам удалось полностью поставить под свой контроль столицу государства — Бухару и второй по значимости город Мавераннахра — Самарканд.
Верховным правителем был объявлен Йар Мухаммад-хан, который к этому времени был уже весьма пожилым человеком. Он не решился возглавить государство и передал правление своему старшему сыну Джани Мухаммаду, которому перешли все атрибуты ханской власти и суверенитета: хутба, сикка, титулатура. С 1601 года стали выпускаться монеты с именем Джани Мухаммада четырьмя монетными дворами: в Бухаре, Балхе, Самарканде и Ташкенте.